# 6ix9ine
Daniel Hernandez (Bushwick, 8 de mayo de 1995), conocido artísticamente como 6ix9ine o Tekashi 6ix9ine, es un rapero estadounidense. Se caracteriza por un estilo agresivo de rapear, su distintivo pelo teñido de arcoíris y sus extensos tatuajes, además de su imagen pública marcada por sus extensas disputas con otros artistas y su extenso historial de problemas judiciales.
6ix9ine empezó a ganar fama a finales de 2017, después de la publicación de su sencillo debut «Gummo», con el que alcanzaría el puesto 12 en el Billboard Hot 100 y que sería certificado como platino por la RIAA. A principios de 2018, lanzó su mixtape debut, Day69, que debutó en el número cuatro en la lista de álbumes de Billboard 200. Obtuvo su primera entrada entre los diez primeros en Billboard Hot 100 con su canción «Fefe» en colaboración con Nicki Minaj y Murda Beatz, que alcanzó el número tres.
También es conocido por sus numerosos problemas legales, siendo inicialmente condenado a dos años de prisión pero reducido el tiempo y puesto en prisión domiciliaria, tras colaborar con la fiscalía en delatar a la banda delictiva de narcotráfico, Nine Trey Gangsta Bloods, con sede en Brooklyn. Entre los cargos adjuntados se encontraba el porte ilegal de armas de fuego, participación en el crimen organizado, venta de narcóticos, intento de asesinato y violencia doméstica hacia su expareja Sara Molina.
Tras su salida del servicio penitenciario, estrenó su videoclip musical «Gooba», grabado desde su casa, debido a que cumplía prisión allí, el cual rompió el récord del video de hip hop más visto en el lapso de 24 horas en YouTube. Luego lanzó «Trollz» en colaboración con Nicki Minaj, obteniendo ambos en junio de 2020, su primer número uno en la lista Billboard Hot 100. Su segundo álbum, TattleTales, fue lanzado el 4 de septiembre de 2020. debutó en el número cuatro en el Billboard 200 de EE. UU.
mientras que su tercer álbum, Leyenda Viva (2023), su primer álbum de reggaetón.
Sin embargo, varias figuras importantes de la industria del hip hop han condenado al ostracismo a Hernández por su papel como testigo de la fiscalía en el juicio de Nine Trey Gangsters.

## Biografía
Daniel Hernández nació el 8 de mayo de 1995 en Bushwick, Brooklyn, Nueva York, hijo de Natividad Pérez-Hernández, una trabajadora de fábrica y limpiadora de casas de Atlixco, Puebla, México, y Daniel Hernández Sr., de Río Piedras, San Juan, Puerto Rico. Su madre llegó a los Estados Unidos en 1988 para buscar una vida mejor y oportunidades. Hernández jugó béisbol y fútbol durante su juventud y supuestamente se le asignó un cazatalentos para un equipo de Grandes Ligas a los 13 años, pero su madre se negó porque no confiaba en que un extraño se llevara a su hijo a una edad temprana.
Hernández y su hermano mayor, Oscar Osiris (nacido el 25 de agosto de 1994), fueron criados en una iglesia durante su juventud. Hernández cantó durante la misa y fue seleccionado muchas veces para leer la Biblia. Su pasaje favorito era el Salmo 121. Su escuela primaria, era la Escuela Pública 59. Su escuela secundaria fue la Escuela Secundaria Juan Morel Campos. Su escuela secundaria fue Legacy High School. Dejó la escuela secundaria alrededor del décimo grado.
Hernández no conoció a su padre hasta que tenía 9 años y solo tuvo una breve relación con él. La madre de Hernández le dijo que estaba muerto, según el padre de Hernández. El padre de Hernández tenía una adicción a la heroína y estuvo en prisión durante cinco años por vender drogas. El padrastro de Hernández, que también era puertorriqueño, fue asesinado a tiros a pocos pasos de la casa familiar en 2010. Después del asesinato de su padrastro, la madre de Hernández no pudo ganar suficiente dinero trabajando para mantener a sus hijos. Ella solicitó asistencia social y hubo muchas noches en que Hernández y su hermano se fueron a la cama sin cenar. Debido a la lucha financiera de su madre, Hernández y su hermano usaban ropa usada y Hernández tuvo que compartir una cama con su madre.
Emocionalmente perturbado por la muerte de su padrastro, Hernández no se duchaba ni comía hasta el punto de perder mucho peso, se le dio terapia y fue hospitalizado por depresión y trastorno de estrés postraumático. Hernández también comenzó a comportarse mal debido a la muerte de su padrastro y finalmente fue expulsado de la escuela en el 8.º grado por mal comportamiento.  En lugar de continuar su educación, comenzó a trabajar en varios trabajos, como ser ayudante de camarero y repartidor en una tienda de comestibles para ayudar financieramente a su madre.

### Vida privada
Hernández puede hablar español; cantó en español en varias pistas, «Bebe» y «Mala» con el rapero puertorriqueño Anuel AA en 2018, «Yaya» en 2020, y cantó «Bori» con el cantante cubano Lenier, recientemente cantó «Pa Ti» con la cantante de dembow dominicana Yailín La Más Viral en 2023. Hernández sufre de asma.
Hernández fue criado como cristiano. En una entrevista con la personalidad de la radio estadounidense Angie Martínez, declaró: 

«Rezo mucho; Siempre doy gracias a Dios por las buenas situaciones. Cada vez que hay una buena situación, hay una célula en mi cerebro que dice: 'Di gracias a Dios'. ... Antes de explotar, durante un año y medio, 400 y algo así, literalmente oré todos los días mientras paseaba a mi perro Titus. Rezaría todos los días: Dios, por favor cambia mi vida... Dios, por favor cambia mi vida; Soy un buen chico. Por favor, cambia mi vida. Tengo un bebé; Ni siquiera puedo comprarle Pampers ... por favor, cambia mi vida, por favor cambia mi vida, y luego llegó 'Gummo' y la vida cambió. Y luego estaba como maldita sea, Dios es real. Sabía que si oraba todos los días funcionaría porque Dios es real. Y mi vida ha cambiado.»

En marzo de 2018, Hernández realizó una entrevista de radio en The Breakfast Club, junto con el pastor australiano Brian Houston. En esta entrevista, el pastor tomó de la mano a Hernández y oró por él; pidiéndole a Dios que ayude a Hernández a tomar decisiones sabias y que bendiga a su familia.
A los 18 años, Hernández tuvo una hija, que nació el 29 de octubre de 2015, con Sara Molina (nacida el 17 de enero de 1996). Hernández tiene otra hija que nació el 19 de noviembre de 2018, con Marlayna M.
Unas semanas antes de que Hernández se dirigiera a prisión a fines de 2018, comenzó a salir con Rachel Jade Watley. Ella tiene la cara de Hernández tatuada dos veces en su cuerpo.
El 1 de octubre de 2020, Hernández fue hospitalizado después de tener una sobredosis por mezclar dos píldoras de dieta Hydroxycut con un café McDonald's McCafé. Ha afirmado que llegó a pesar más de 200 libras después de salir de prisión, pero ha dicho que el uso de la medicación lo había ayudado a perder 30 libras desde que fue liberado. Su abogado niega la acusación de sobredosis.
En septiembre de 2022, Hernández se convirtió en el portero del equipo de fútbol de medios rusos «GOATS».
En marzo de 2023, Hernández fue agredido por tres miembros de la pandilla Latin Kings, dentro de una sala de vapor en un gimnasio de LA Fitness en el condado de Palm Beach, Florida. Los videos del ataque fueron compartidos en las redes sociales. Hernández sufrió cortes faciales y tuvo que ser hospitalizado.
En 2023, Hernández comenzó una relación con su colaboradora Yailin La Más Viral. En diciembre de 2023, fue arrestada en Palm Beach, Florida, por cargos de agresión agravada con un arma mortal y obstrucción de la justicia en relación con un asalto a Hernández fuera de su casa. Surgieron videos de Guillermo dañando el automóvil del rapero y golpeándolo con un pedazo de madera. Fue ingresada en la cárcel y posteriormente liberada con una fianza de $9,000 después de una audiencia judicial.

## Estilo musical e influencias

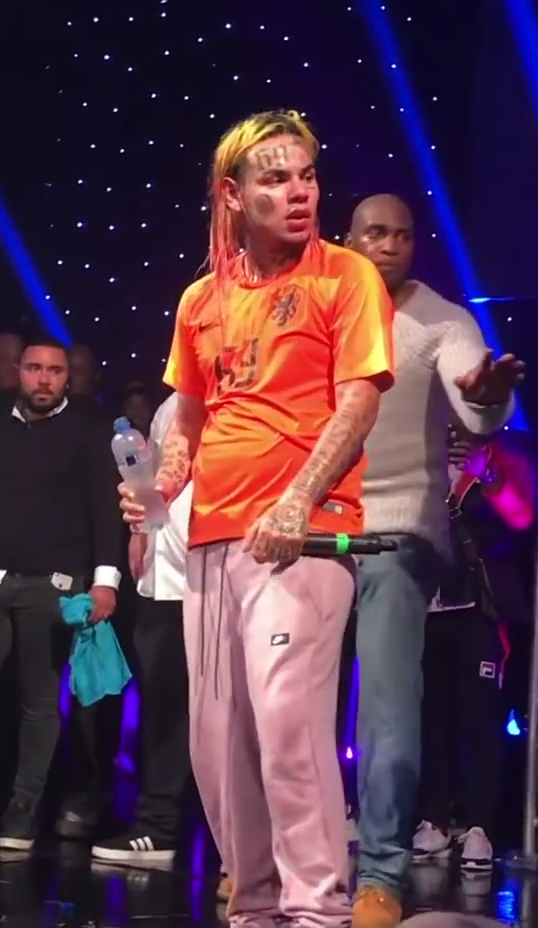
6ix9ine durante un concierto en Países Bajos, junio de 2018.

6ix9ine ha categorizado como él hip hop y también subgéneros tales como Rap metal, trap, crunk, crunkcore, hardcore hip hop, rapcore, drill, hardcore punk y grime. El citó sus grandes influencias que incluyen DMX, Tupac Shakur, Notorious B.I.G., 50 Cent, Chief Keef y RondoNumbaNine.

## Carrera musical

### 2014-2016: inicios
Hernández comenzó a lanzar canciones de rap en 2014, comenzando con "69" en agosto de 2014, "Pimpin", en septiembre de 2014 y "4769", en octubre de 2014. En los próximos tres años, lanzó múltiples pistas y videos con títulos como "Scumlife", "Yokai" y "Hellsing Station", que llaman la atención por su estilo agresivo de rap y el uso del anime como imágenes de videos musicales. Muchas de sus primeras canciones fueron lanzadas por FCK THEM, un sello musical con sede en Eslovaquia. Reuniendo fama como un meme de internet por su cabello teñido de arcoíris, tatuajes excesivos y parrillas plateadas, finalmente se convirtió en asociado del rapero ZillaKami de Nueva York. Más tarde se pelearon después de que Hernández supuestamente robó instrumentales y canciones que habían hecho juntos.
"Poles1469", lanzado en abril de 2017, presentó a Hernández junto a Trippie Redd en YouTube.

### 2014-2016:Day69yDummy Boy
Hernández saltó a la fama en las redes sociales debido a una publicación de Instagram de julio de 2017 que se volvió viral tanto en Reddit como en Twitter. Tras esto colaboró en el tema «No Fucks» perteneciente a Kowloon Mixtape del rapero español Yung Beef, él y Tekashi mantenían relación por internet antes de que Tekashi fuera rapero siendo que antes de la música Tekashi se dedicaba a hacer post de música, anime y memes en las redes.
El primer sencillo comercial de Hernández, "Gummo", fue lanzado el 10 de noviembre de 2017 y finalmente alcanzó el número 12 en el Billboard Hot 100 de los EE. UU. Fue certificado platino por la RIAA el 5 de marzo de 2018. Su próximo sencillo, "Kooda", debutó en el número 61 en el Hot 100 la semana del 23 de diciembre de 2017. El 14 de enero de 2018, Hernández lanzó su tercer sencillo, "Keke", con Fetty Wap y A Boogie wit da Hoodie, que también se incluyó en el Hot 100.
Poco después, anunció su debut mixtape, titulado Day69. El mixtape fue lanzado el 23 de febrero de 2018, debutando en el número 4 en la lista de álbumes Billboard 200 con 55,000 unidades equivalentes a álbumes, de las cuales 20,000 fueron ventas puras. Según Jon Caramanica de The New York Times, la cinta fue una consecuencia de la "explosión de rap SoundCloud", y fue notable por su disposición a desviarse del sonido predominante del hip-hop. Después del lanzamiento del álbum, dos canciones del álbum, "Billy" y "Rondo" debutaron en el Billboard Hot 100, con "Billy" llegando al número 50 y "Rondo" al 73.
En abril de 2018, lanza "Gotti", una remezcla de una característica que hizo para el artista Packman titulada "Got it, Got it". El vídeo de la canción fue lanzado el 16 de abril de 2018 e incluyó imágenes de Hernández donando paquetes de billetes de $ 100 a ciudadanos pobres en la República Dominicana. La canción se agregó a Day69 como una canción de lujo y debutó en el número 99 en el Billboard Hot 100 antes de dejarla la semana siguiente, convirtiéndola en su sexta entrada consecutiva en Hot 100.
En julio de 2018, Hernández lanzó su octavo sencillo, "FEFE", con Nicki Minaj y Murda Beatz; el sencillo debutó en el número cuatro en el Billboard Hot 100 antes de alcanzar el número tres en su segunda semana, marcando la entrada más alta de Hernández en la lista y su primer sencillo en alcanzar los cinco primeros del Hot 100. "FEFE" fue luego certificado doble platino por la Asociación de la Industria de Grabación de América. Sus sencillos posteriores, "BEBE" con el rapero Anuel AA, y "STOOPID", al lado de Murda Beatz, llegando al top 30 del Hot 100.
A principios de octubre de 2018, Hernández apareció en la canción "Aulos Reloaded" con el DJ de la casa francesa Vladimir Cauchemar y "Kick" con el cantante danés Jimilian. El 7 de noviembre de 2018, se anunció que su álbum debut de estudio, Dummy Boy, se lanzaría el 23 de noviembre, pero el 21 de noviembre, se anunció que el álbum sería pospuesto. El álbum finalmente fue lanzado sin previo aviso el 27 de noviembre, en todos los servicios de transmisión. A pesar de la recepción crítica generalmente negativa, el álbum se convirtió en su lista más alta, después de debutar en el número dos en el Billboard 200 detrás del Astroworld de Travis Scott. Mientras estaba en la cárcel, 6ix9ine apareció en la canción del colaborador anterior A Boogie wit da Hoodie, "Swervin", alcanzando el número 27 en el Hot 100, en su segundo álbum Hoodie SZN. La canción fue lanzada el 21 de diciembre de 2018, junto con el álbum.

### 2019-presente: Regreso a la música y próximos proyectos
En octubre de 2019, Hernández firmó un contrato de dos álbumes por más de USD $13 millones de dólares  con su sello 10K Projects, 6 millones de dólares  para un álbum en inglés y 3 millones de dólares  un álbum en español.
El 7 de mayo de 2020, 6ix9ine anunció que lanzaría un nuevo sencillo el 8 de mayo de 2020, marcando su regreso a la música y en su cumpleaños número 24. En abril de 2020, tuvo que solicitar permiso de un juez para filmar un video en su patio trasero mientras estaba en confinamiento en el hogar, y posteriormente se le concedió el permiso. La canción, titulada "Gooba", fue lanzada junto con un video musical. De acuerdo con Pitchfork's Madison Bloom, la pista incluye referencias al COVID-19 y la cooperación de 6ix9ine con los fiscales federales y testimonios.

## Problemas legales
En octubre de 2015, Hernández se declaró culpable de un cargo de delito de abuso sexual a menores. Se presentaron cargos contra Hernández después de un incidente en febrero de 2015 donde tuvo contacto sexual con una menor de 13 años y más tarde distribuyó videos del delito en línea. Tres de estos vídeos se describen en la denuncia penal contra Hernández. En uno de los videos, "el menor se involucra en relaciones sexuales orales con el acusado, y también fue acusado por separado Taquan Anderson, mientras que el acusado, Daniel Hernández afirmaba tener diecisiete años en el momento del incidente, la fecha de nacimiento que figura en la denuncia contra él y en la declaración de Hernández a la policía muestra que tenía dieciocho en ese momento. A sus acusaciones de mala conducta sexual, Hernández cumplió condena en la cárcel de varios meses como menor de edad por asalto y la venta de heroína.
El 18 de noviembre de 2018, Hernández, su exmánager Kifano "Shottie" Jordan, y otros tres asociados fueron arrestados. Hernández está acusado de nexos con el crimen organizado y cargos de armas de fuego, incluida la conspiración para asesinar y el robo a mano armada, y enfrenta una pena de hasta 47 años de prisión. Hernández supuestamente es parte de "una secta violenta de los Bloods" conocida como Nine Trey Gangsters. El abogado de Hernández, Lance Lazzaro, abogó por una fianza para su cliente bajo la condición de que Hernández entregue su pasaporte, pague poco menos de 2 millones de dólares de fianza y sea puesto bajo arresto domiciliario. Sin embargo, el juez negó la libertad bajo fianza, optó por mantener a Hernández bajo custodia y citó que el rapero todavía puede ser un peligro para la comunidad, incluso si se cumplen las condiciones de la libertad bajo fianza. El equipo legal de Hernández planea apelar esa decisión. Hernández se encuentra actualmente recluido en el Centro de Detención Metropolitano de Brooklyn bajo la población general.
El 1 de febrero de 2019, Hernández se declaró culpable de nueve cargos. Debía ser sentenciado el 24 de enero de 2020 y enfrentaba una posible sentencia obligatoria de 47 años de prisión. El 16 de febrero, un documento de acuerdo de declaración de culpabilidad reveló que el rapero podría evitar el tiempo en la cárcel a cambio de su disposición a testificar contra otros miembros de pandillas en investigaciones concurrentes. El 18 de diciembre de 2019, Hernández recibió una sentencia de 2 años después de testificar contra la Pandilla Nine Trey. El juez Paul Engelmayer le dio crédito a Hernández por ayudar a los fiscales a enviar a varios pandilleros violentos a prisión y le perdonó 13 meses de condena.
El 22 de marzo de 2020, mientras cumplía su condena en prisión, Hernández solicitó cumplir el resto de su condena en prisión domiciliaria, declarando que tenía un mayor riesgo de contraer el virus COVID-19 debido a su condición de asma preexistente. El 1 de abril de 2020, Rolling Stone obtuvo una carta enviada al Fiscal Geoffrey Berman diciendo que el gobierno no se opone a la liberación de Hernández desde el inicio del encierro.
El jueves 2 de abril de 2020, la abogada de 6ix9ine, Dawn Florio, confirmó con la revista XXL que el tribunal decidió permitir que el rapero fuera liberado y puesto en prisión domiciliaria. Originalmente estaba programado para ser liberado el 2 de agosto de 2020.
Su arresto domiciliario terminó el 1 de agosto de 2020.

## Controversias

### Trippie Redd
En un vídeo que ya se encuentra borrado de Instagram, el excolaborador Michael White, también conocido como Trippie Redd, denunció que Hernández "promueve la pedofilia". En noviembre del 2017, White publicó una fotografía de Hernández tomado de la mano con otro hombre en un intento de exponer a Hernández como un homosexual no declarado. Más tarde ese mes cuando White estaba en Nueva York fue asaltado en un hotel donde se hospedaba por individuos aparentemente conectados a Hernández a consecuencia de los comentarios homofóbicos de White. El par continuó el intercambio de insultos a través de Instagram.[cita requerida]
Más tarde, Hernández insinuó su participación en un video en vivo de Instagram y dijo: 

«No sé qué está pasando, pero tu barbilla está magullada. No puedes simplemente estar aquí llamando a la gente gay, hermano. No puedes estar apoyando falsas acusaciones, no puedes estar despotricando en vivo hablando de Nueva York. Que se jodan estos niggas hablando de, Nueva York esto, Nueva York aquello, como, simplemente no puedes hacer eso hermano. Deberías ponerte un poco de hielo en la barbilla, es magullado. Me siento mal, hermano... Solo quiero que vuelvas a ser mi amigo»

Antes de proceder a cantar el gancho de Poles1469. Se refería a una publicación de Trippie Redd que mostraba a Hernández tomado de la mano de otro hombre con un encabezamiento que insinuaba que Hernández era homosexual.
En febrero de 2018, Hernández fue agredido por varios hombres afuera de un aeropuerto de Los Ángeles poco después de discutir con Trippie Redd en Instagram. Su enemistad continuó aumentando con el troleo mutuo en Internet. Más tarde, Hernández acusó a Trippie Redd en Instagram Live de tener relaciones sexuales pedófilas con la también rapera Bhad Bhabie, que era menor de edad en ese momento. Trippie Redd negó las acusaciones y reiteró la condena de Hernández por el uso de un niño en actos sexuales. Bhad Bhabie también recurrió a Instagram Live para negar las afirmaciones, pero admitió que los dos se habían besado en el pasado y dijo: «Nos besamos, pero no fue tan serio y él tenía 17 años en ese momento».
Sin embargo, esto contradice un relato dado por Trippie Redd al difunto XXXTentacion con respecto a la naturaleza de su relación antes de que se conociera públicamente. Después de la disolución de la relación de Trippie Redd con su entonces novia Alexandria Laveglia, conocida como Aylek$, Hernández comenzó a publicar videos de él con ella, insinuando actividad sexual entre los dos. Después del arresto federal de Hernández en noviembre de 2018 por cargos de RICO, Trippie Redd se burló del encarcelamiento de Hernández en un video de él bailando al ritmo del exitoso sencillo de Akon de 2004 Locked Up, imitando un escenario de cárcel.

### Chief Keef
A lo largo de 2018, Hernández estuvo involucrado en peleas con varios artistas de drill de Chicago del colectivo GloGang, incluidos Chief Keef, Lil Reese y Tadoe (primo de Chief Keef), derivadas de abuso doméstico y problemas de relación relacionados con la también rapera Cuban Doll, con quien tuvo una relación con Tadoe pero también amiga de Hernández. Los dos continuaron peleando en las redes sociales, con Hernández publicando un video de sus vacaciones semi-románticas en Hawái con Cuban Doll en Instagram, y conduciendo hasta el antiguo vecindario de Chief Keef y burlándose de él, además de contactar a Aereon Clark, conocida como Slim Danger, la madre de uno de los hijos de Chief Keef, y se grabó comprándole ropa de diseñador y burlándose verbalmente de él y luego recibiendo una felación de ella. El 8 de mayo de 2018, Trippie Redd hizo una vista previa de la canción «I Kill People» en Instagram, con Chief Keef y Tadoe, que tenía como objetivo criticar a Hernández y Cuban Doll.

### Ariana Grande y Justin Bieber
En mayo de 2020, 6ix9ine acusó a los cantantes Justin Bieber y Ariana Grande de hacer trampa y comprar su camino al número uno en el Billboard Hot 100, después de que su canción Stuck with U debutara en el número uno mientras que su sencillo de regreso, Gooba, debutó en el número tres para la semana que terminó el 23 de mayo de 2020. También acusó a Billboard de manipulación de gráficos. En una publicación de Instagram, 6ix9ine alegó que Grande y Bieber estaban usando «seis tarjetas de crédito» para comprar 30,000 copias de su canción en el último minuto.
Tanto Grande como Bieber negaron las acusaciones en su contra. Bieber abordaría las afirmaciones de 6ix9ine de que sus transmisiones no contaron, afirmando que «él (6ix9ine) está contando sus transmisiones globales y esta es una lista nacional, por lo que solo cuentan las transmisiones nacionales».
Billboard también comentó cómo llevaron a cabo las listas de éxitos de esa semana, además de comentar que las clasificaciones de pronóstico que tenía 6ix9ine antes de la revelación eran falsas, afirmando que no distribuyen ninguna de sus clasificaciones a sellos discográficos, mánager o artistas.
En una entrevista posterior con The New York Times preguntándole si infla sus transmisiones «a través de bots o anuncios pre-roll o tácticas sucias de marketing», Hernández declaró:

«Diré lo mismo que le dije a Billboard: ¿Quién no? Todo el mundo infla sus números». «Todos».

### Otras peleas
Desde su liberación anticipada de prisión en abril de 2020, debido a las preocupaciones de COVID-19, 6ix9ine ha estado involucrado en una serie de disputas, entre otros, con Meek Mill, 50 Cent, Anuel AA, YG, Rich the Kid, así como con Future— el último involucra notablemente a 6ix9ine burlándose de las características parentales de Future y Future lanzando una diatriba en Twitter contra 6ix9ine.
Entre agosto y septiembre de 2020, 6ix9ine se vio envuelto en una disputa con los raperos Lil Durk y Lil Reese, quienes acusaron al rapero de delatar a sus antiguos socios. 6ix9ine reaccionó a Lil Durk, quien afirmó que el sello discográfico de 6ix9ine intentó pagarle $3 millones para continuar con su disputa. El rapero Lil Tjay hizo afirmaciones similares.

## Filantropía
En marzo de 2018, Hernández visitó la República Dominicana para filmar un video musical. Mientras estaba allí, Hernández entregó billetes de $100 a los residentes del área. En medio de su disputa con Chief Keef el 12 de junio de 2018, Hernández visitó el lado sur de Chicago y dio comida y dinero en efectivo a los residentes locales. El 24 de julio de 2018, Hernández anunció que un porcentaje de las ganancias de las ventas de su exitoso sencillo «Fefe» asistido por Nicki Minaj se donaría a varios programas juveniles en Nueva York. Una parte de las ganancias de su sencillo de 2020, «Trollz», fue donado a The Bail Project para apoyar a las personas arrestadas durante las protestas de George Floyd. El 22 de octubre de 2018, Hernández conoció y pasó el día con Tati, una niña de ocho años de Brooklyn con una enfermedad terminal de cáncer cerebral cuyo deseo era conocerlo. Hernández la llevó de compras.
Hernández ha hecho una importante contribución monetaria para la Fundación Cristian Rivera, una organización sin fines de lucro fundada para crear conciencia y apoyar la investigación clínica para una forma muy rara de cáncer cerebral que se encuentra en niños llamada glioma pontino intrínseco difuso (DIPG). Según el fundador de la Organización John Rivera, Hernández ha sido partidario desde noviembre de 2017 y se ofreció a aparecer como invitado en la 10.ª Gala Anual el 14 de noviembre de 2018. John Rivera también declaró que Hernández ha hecho muchos actos amables que han pasado sin cobertura mediática o documentación.[cita requerida]
El 10 de febrero de 2019, apareció un video de Hernández en un comercial contra la violencia contra las mujeres para Romantic Depot, una cadena de tiendas de sexo y lencería con sede en Nueva York. El video comercial fue lanzado el Día de San Valentín y se volvió viral en TMZ y otros sitios de noticias de celebridades. El comienzo del video dice: «De ninguna manera Romantic Depot apoya las actividades pasadas de Tekashi 6IX9INE.»
Después de regresar a casa de la prisión, Hernández tenía la intención de donar $200,000 de los $2 millones que había ganado de «Gooba» a No Kid Hungry. Sin embargo, la directora de comunicaciones estratégicas, Laura Washburn, rechazó la donación, diciendo: 

«Estamos agradecidos por la generosa oferta del Sr. Hernández de donar a No Kid Hungry, pero hemos informado a sus representantes que hemos rechazado esta donación ... Como campaña centrada en los niños, nuestra política es rechazar la financiación de donantes cuyas actividades no se alinean con nuestra misión y valores».

 Hernández respondió en Instagram, diciendo: 

«@nokidhungry más bien sacar comida de la boca de esos niños inocentes, nunca vi algo tan cruel.»

## Discografía

### Álbumes de estudio
- Dummy Boy (2018)
- Tattle Tales (2020)
- Leyenda viva (2023)
- Blackballed (2024)

### Mixtapes
- Day69 (2018)
- Tekashi69 (2017)
- Scummy Scumz (2014)

## Giras
- World Domination Tour (2018)[99][100]